# Polonia ai Giochi della XVIII Olimpiade
La Polonia partecipò ai Giochi della XVIII Olimpiade, svoltisi a Tokyo dal 10 al 24 ottobre 1964, con una delegazione di 140 atleti impegnati in 12 discipline per un totale di 87 competizioni. Portabandiera alla cerimonia di apertura fu Waldemar Baszanowski, alla sua seconda Olimpiade, che in questa edizione avrebbe vinto la medaglia d'oro nel sollevamento pesi.
Il bottino della squadra fu di ventitré medaglie: sette d'oro, sei d'argento e dieci di bronzo, che le valsero il settimo posto nel medagliere complessivo. A livello individuale si mise particolarmente in luce la diciottenne Irena Szewińska, vincitrice di una medaglia d'oro e due d'argento nell'atletica leggera, le prime di una lunga e fortunata carriera.

## Medagliere

### Per discipline
| Sport             | Oro | Argento | Bronzo | Totale |
| ----------------- | --- | ------- | ------ | ------ |
| Pugilato          | 3   | 1       | 3      | 7      |
| Atletica leggera  | 2   | 4       | 2      | 8      |
| Scherma           | 1   | 1       | 1      | 3      |
| Sollevamento pesi | 1   | 0       | 3      | 4      |
| Pallavolo         | 0   | 0       | 1      | 1      |
| Totale            | 7   | 6       | 10     | 23     |

### Medaglie
| Medaglia | Atleta | Sport             | Evento                          |
| -------- | --- | ----------------- | ------------------------------- |
| Oro      | Józef Szmidt | Atletica leggera  | Salto triplo                    |
| Oro      | Teresa Ciepły Irena Szewińska Halina Górecka Ewa Kłobukowska | Atletica leggera  | Staffetta 4×100 metri femminile |
| Oro      | Józef Grudzień | Pugilato          | Pesi leggeri                    |
| Oro      | Jerzy Kulej | Pugilato          | Pesi superleggeri               |
| Oro      | Marian Kasprzyk | Pugilato          | Pesi welter                     |
| Oro      | Egon Franke | Scherma           | Fioretto individuale maschile   |
| Oro      | Waldemar Baszanowski | Sollevamento pesi | Pesi leggeri                    |
| Argento  | Andrzej Zieliński Wiesław Maniak Marian Foik Marian Dudziak | Atletica leggera  | Staffetta 4×100 metri maschile  |
| Argento  | Irena Szewińska | Atletica leggera  | 200 metri piani femminili       |
| Argento  | Teresa Ciepły | Atletica leggera  | 80 metri ostacoli               |
| Argento  | Irena Szewińska | Atletica leggera  | Salto in lungo femminile        |
| Argento  | Artur Olech | Pugilato          | Pesi mosca                      |
| Argento  | Zbigniew Skrudlik Witold Woyda Egon Franke Ryszard Parulski Janusz Różycki | Scherma           | Fioretto a squadre maschile     |
| Bronzo   | Andrzej Badeński | Atletica leggera  | 400 metri piani maschili        |
| Bronzo   | Ewa Kłobukowska | Atletica leggera  | 100 metri piani femminili       |
| Bronzo   | Krystyna Czajkowska Maria Golimowska Krystyna Jakubowska Danuta Kordaczuk Krystyna Krupowa Josefa Ledwignowa Jadwiga Marko Jadwiga Rutkowska Maria Sliwkowa Zofia Szczesniewska Hanna Krystyna Busz Barbara Hermela | Pallavolo         | Femminile                       |
| Bronzo   | Józef Grzesiak | Pugilato          | Pesi superwelter                |
| Bronzo   | Tadeusz Walasek | Pugilato          | Pesi medi                       |
| Bronzo   | Zbigniew Pietrzykowski | Pugilato          | Pesi mediomassimi               |
| Bronzo   | Emil Ochyra Jerzy Pawłowski Andrzej Piątkowski Wojciech Zabłocki Ryszard Zub | Scherma           | Sciabola a squadre maschile     |
| Bronzo   | Mieczysław Nowak | Sollevamento pesi | Pesi piuma                      |
| Bronzo   | Marian Zieliński | Sollevamento pesi | Pesi leggeri                    |
| Bronzo   | Ireneusz Paliński | Sollevamento pesi | Pesi mediomassimi               |

## Risultati

### Pallacanestro
| Atleta | Classifica |
| --- | ---------- |
| V · D · M Nazionale polacca - Pallacanestro ai Giochi della XVIII Olimpiade 4 Wichowski · 5 Pstrokoński · 6 Blauth · 7 Perka · 8 Olejniczak · 9 Sitkowski · 10 Piskun · 11 Likszo · 12 Łopatka · 13 Frelkiewicz · 14 Czernichowski · 15 Dregier · All. Witold Zagórski | 6°         |
| Nazionale polacca - Pallacanestro ai Giochi della XVIII Olimpiade |            |
| 4 Wichowski · 5 Pstrokoński · 6 Blauth · 7 Perka · 8 Olejniczak · 9 Sitkowski · 10 Piskun · 11 Likszo · 12 Łopatka · 13 Frelkiewicz · 14 Czernichowski · 15 Dregier · All. Witold Zagórski                                                                             |            |